# Véronique ou l'été de mes 13 ans
Pour plus de détails, voir Fiche technique et Distribution.
Véronique ou l'été de mes 13 ans est un film français réalisé par Claudine Guilmain et sorti en 1975.

## Fiche technique
- Titre : Véronique ou l'été de mes 13 ans
- Réalisation : Claudine Guilmain
- Scénario : Claudine Guilmain
- Photographie : Jean-Jacques Rochut
- Son : Dominique Dalmasso
- Musique : Jean-Robert Viard
- Montage : Alfredo Muschietti et Caroline Roulet
- Production : Arcadie Productions - Félix Films - Les Films du Losange - Société du Film
- Pays :  France
- Durée : 90 minutes
- Date de sortie : France - 3 décembre 1975

## Distribution
- Anne Teyssèdre : Véronique
- Michel Peyrelon : le parrain
- Anouk Ferjac : la marraine
- Jean-Pierre Moulin : le père de Véronique
- Anne Kerylen : Michèle

## Sélection
- Festival de Cannes 1975 (Perspectives du cinéma français)[1]